# علی‌اکبر غفاری
علی اکبر غفاری (اردیبهشت ۱۳۰۳ ـ آبان ۱۳۸۳) فقیه و محدث، محقق و چهره برگزیده ایرانی است. مصحح کتاب‌های کتب اربعه و امالی شیخ توسی و جامع‌المدارک . علی اکبر غفاری سال ۱۳۰۳ خورشیدی به دنیا آمد و در آبان ۱۳۸۳ از دنیا رفت. وی که شاگرد سید کاظم گلپایگانی، شیخ محمد حسین زاهد، سید جلال الدین محدّث ارموی و میرزا ابوالحسن شعرانی بود، در حدود ٣٠ سالگی به تحقیق و نشر آثار شیعی روی آورد و حـدودا ۶۰ عنـوان کتاب را با ١٥٠ مجلد منتشر ساخت . وی برای ترجمه‌ کتاب مستدرک الاخبار الدخیله برنده‌ اولین دوره کتاب سال ایران شد.

## زندگی‌نامه
«علی اکبر غفاری صفت» در سال ۱۳۰۳ هجری شمسی در تهران در یک خانواده متوسط و مذهبی به دنیا آمد و پس از تکمیل تحصیلات ابتدایی، به تحصیل دروس مربوط به تفسیر قرآن پرداخت و دروس سطح حوزه را در خارج از مدرسه در کنار مدرسان مدرسه «خان مروی» آموخت. او با شرکت در درس تفسیر قرآن «اشراقی» در قم و همزمان حضور در درس «میرزا خلیل کمره‌ای» و سیدکاظم گلپایگانی در تهران، جوانی خود را با مفاهیم قرآنی طی کرد. تحصیل علوم اسلامی، او را با استادانی چون محدث ارموی و سپس میرزا ابوالحسن شعرانی آشنا کرد و با آنها همکاری بسیار نزدیک داشت. در این میان ارتباط نزدیک علی اکبر غفاری با سید محمدحسین طباطبایی و عبدالحسین امینی نیز زمینه‌های تحقیق در متون روایی و حدیثی و کسب علم رجال را برای او تسهیل کرد. غفاری در دو دهه گذشته در کنار تحقیقات و مطالعاتی که داشت، به تدریس در حوزه و دانشگاه نیز مشغول بود و شاگردانی تربیت کرد. او پس از سال‌ها تلاش در احیا و اصلاح متون اسلامی و انتشار بیش از صد جلد کتاب در سال ۸۲ به عنوان چهره ماندگار برگزیده شد. وی در آبان ماه سال ۸۳ درگذشت و در کنار مزار شیخ صدوق در قبرستان ابن بابویه آرام گرفت.
غفاری از زبان خود دربارهٔ زندگی و فعالیتش آورده:

«من در سال ۱۳۰۳ هجری شمسی درتهران متولد شدم. پس از گذراندن تحصیلات ابتدایی به قصد آشنایی با قرآن و مذهب نزد یکی از قرا تهران، علم قرائت تجوید را فرا گرفتم، سپس در خدمت یکی از مدرسین مدرسه مروی، فقه و اصول را تا شرح لمعه خواندم. در خلال این مدت از کلاسهای تدریس تفسیر  میرزا خلیل کمره ایی هم بهره می‌بردم. بعد از پایان علوم سطحی گاهی برای شرکت در دروسِ " خارج " به قم می‌رفتم و از جلساتِ درس اساتید بزرگ آنجا استفاده می‌کردم.
بعد از این که علوم فقهی را به پایان رساندم، تصمیم گرفتم که کتب شیعه را که تا آن روز به همان صورت نسخهٔ خطی و با غلط‌های فراوان چاپ می‌شد، تصحیح و منتشر کنم. در ابتدای کار هم، کتاب تحف العقول را که شامل مواعظ پیامبر اسلام تا امام یازدهم بود، اصلاح و چاپ کردم که بسیار مورد توجه قرار گرفت. بعد از آن هم کتب اربعه شیعه یعنی اصول کافی، تهذیب، استبصار و من لایحضره الفقیه را تصحیح و منتشر کردم. بعد از آن نیز تاکنون بیش از ۱۰۰ کتاب از کتب عظیم شیعه را تصحیح یا ترجمه کردم و بر آن حاشیه نوشتم»

## آثار
در اینجا فقط چند نمونه از آثار ایشان یا آثاری که دربارهٔ او هست؛ آورده می‌شود:
1. تصحیح و تحقیق متون حدیثی مجلات: قرآن و حدیث، علوم حدیث، بهار ۱۳۷۹ - شماره ۱۵.
2. یادنامه استاد علی اکبر غفاری مجلات: قرآن و حدیث، گلستان قرآن، نیمه اول دی ۱۳۸۳ - شماره ۱۹۴.
3. استاد علی اکبر غفاری احیاگر میراثی از تشیع مجلات: اطلاع‌رسانی و کتابداری، کیهان فرهنگی، خرداد ۱۳۶۵ - شماره ۲۷.
4. علم رجال مجلات: فلسفه، کلام و عرفان، کیهان اندیشه، مهر و آبان ۱۳۶۶ - شماره ۱۴.
5. تاریخ تدوین حدیث مجلات: فلسفه، کلام و عرفان، کیهان اندیشه، مهر و آبان ۱۳۶۷ - شماره ۲۰.
6. روش تفسیری صادقین مجلات: علوم انسانی، علوم انسانی دانشگاه الزهرا، بهار ۱۳۸۱ - شماره ۴۱.
7. گفتگو با استاد علی اکبر غفاری مجلات: اطلاع‌رسانی و کتابداری، آینه پژوهش، مهر و آبان ۱۳۶۹ - شماره ۳.
8. بررسی اثر مالیات حقوق بر توزیع درآمد در ایران مجلات: اقتصاد، پژوهشهای اقتصادی، سال هشتم، پاییز ۱۳۸۷ - شماره ۳.[۶]
9. «الخزائن»: کشکولی است که حسن حسن‌زاده آملی تصحیحی بر روی آن انجام داده است.[۷]